# Comté de Grand Forks
Le comté de Grand Forks est un comté du Dakota du Nord, aux États-Unis.

## Démographie
| 1880  | 1890   | 1900   | 1910   | 1920   | 1930   |
| ----- | ------ | ------ | ------ | ------ | ------ |
| 6 248 | 18 357 | 24 459 | 27 888 | 28 795 | 31 956 |

| 1940   | 1950   | 1960   | 1970   | 1980   | 1990   |
| ------ | ------ | ------ | ------ | ------ | ------ |
| 34 518 | 39 448 | 48 677 | 61 102 | 66 100 | 70 683 |

| 2000   | 2010   | - | - | - | - |
| ------ | ------ | - | - | - | - |
| 66 109 | 66 861 | - | - | - | - |

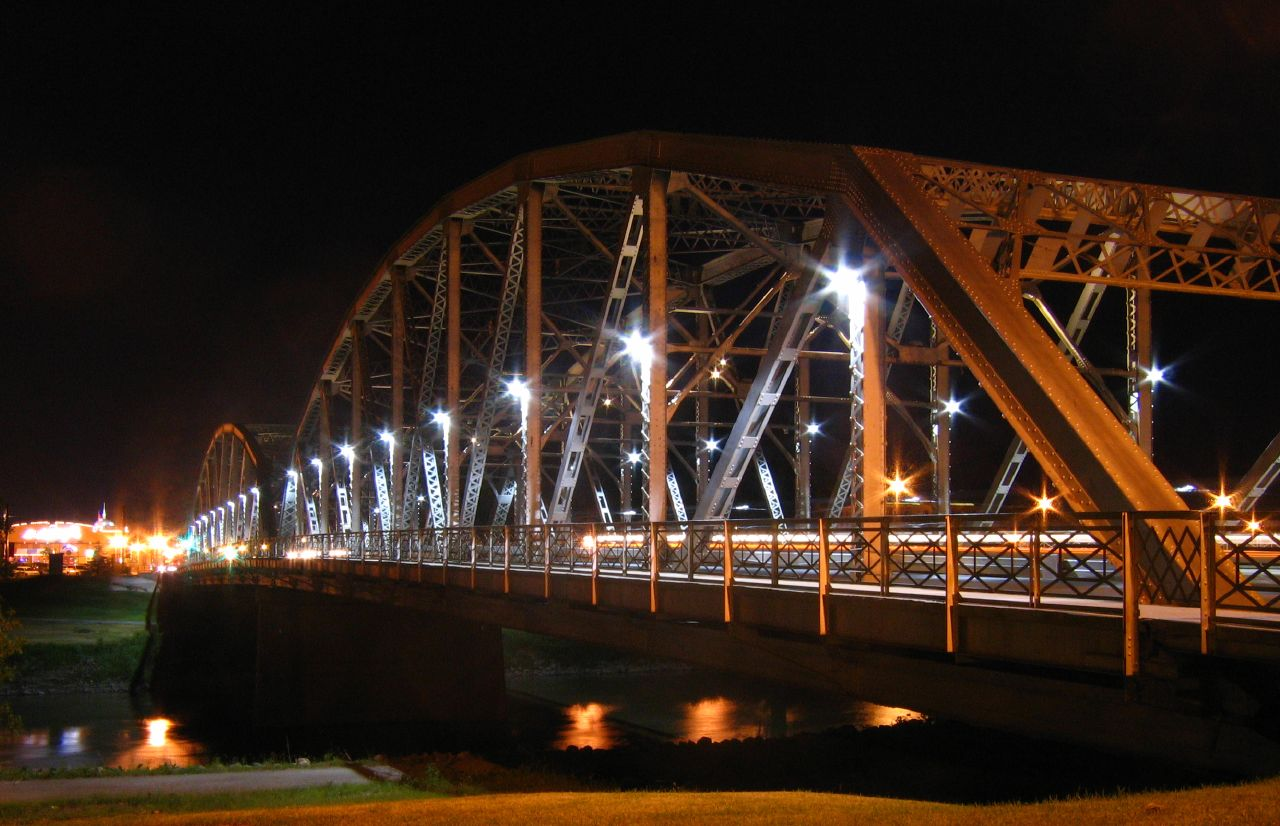
Le pont de Sorlie sur la Rivière Rouge, reliant les deux parties de Grand Forks.
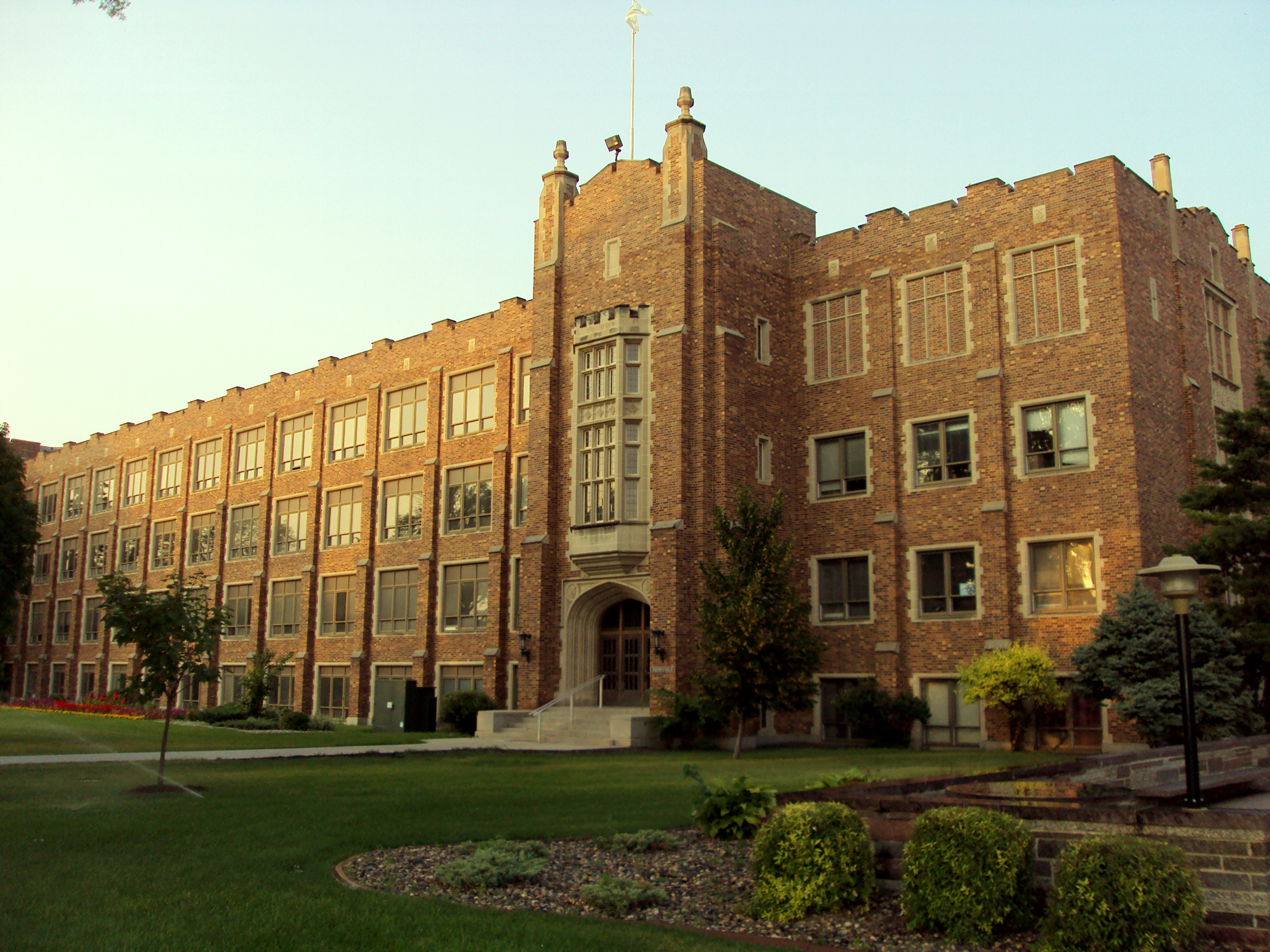
Le Merrifield Hall de l'Université du Dakota du Nord à Grand Forks.
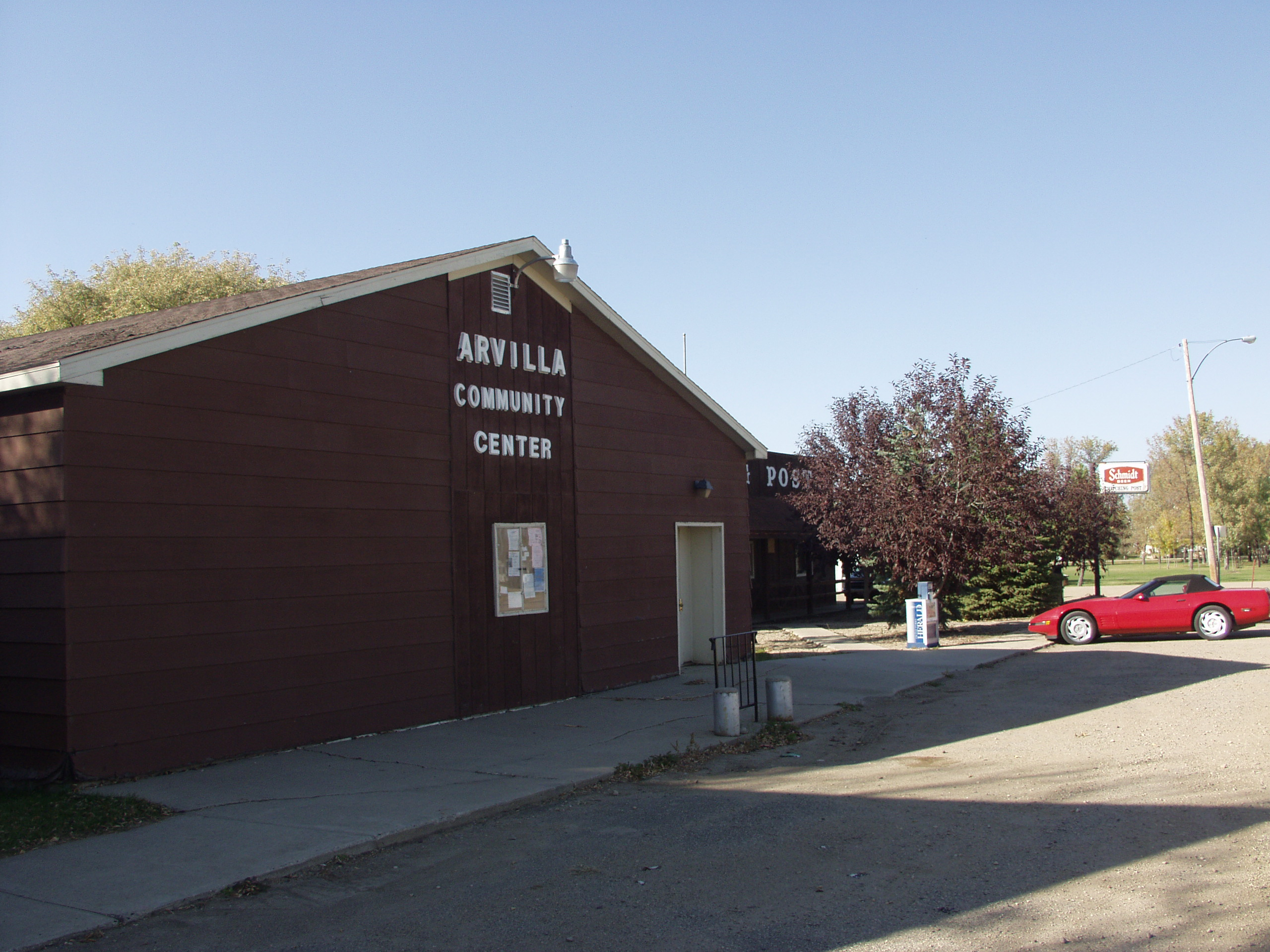
Arvilla community center à Arvilla.
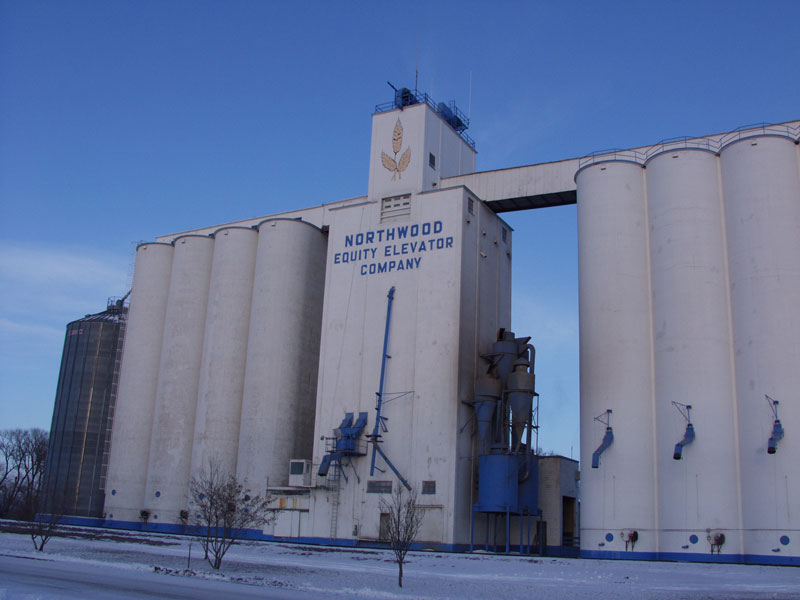
Silos à Northwood.